# Android: Netrunner
Android: Netrunner – kolekcjonerska gra karciana wydana przez Fantasy Flight Games w 2012, a jej polskie tłumaczenie zostało przygotowane przez wydawnictwo Galakta. Gatunek gry jest określany przez producenta jako „Living Card Game” charakteryzującym się m.in. wyeliminowaniem losowości przy zakupie kart w dodatkach.

## Zasady gry
Gra jest niesymetryczna, co oznacza, że każdy z dwóch graczy wykonuje inne ruchy i dysponuje odmiennymi możliwościami zwycięstwa. Wspólny jest natomiast cel, którym jest zdobycie siedmiu punktów realizowanych lub wykradzionych projektów. Jeden z graczy kontroluje korporacje, natomiast drugi wciela się w walczącego z nią hakera (w grze zwanego Netrunnerem). Każda karta w grze może być neutralna lub należeć do wybranej frakcji. Istnieją 4 korporacje: Jinteki, NBN, Haas-Bioroid oraz Weyland Consortium, a także 3 grupy Netrunnerów: Anarchowie (ang. Anarch), Przestępcy (ang. Criminal) i Kształcerze (ang. Shaper).

## Nagrody
Gra Android: Netrunner zdobyła nagrody serwisu BoardGameGeek: „2012 Best Card Game” i „2012 Best Two Player Game”.